# Stachytarpheta steyermarkii
Stachytarpheta steyermarkii es una especie de  planta fanerógama de la familia Verbenaceae. Es  endémica de Ecuador.  Su hábitat natural es subtropical o tropical, mayormente en montañas forestales. 

## Taxonomía
Stachytarpheta steyermarkii fue descrita por Harold Norman Moldenke y publicado en Phytologia 2: 234. 1947.